# Teofilisc
Teofilisc (en llatí Theophiliscus) fou un militar rodi.
Va dirigir la flota que Rodes va enviar en ajut d'Àtal I de Pèrgam contra Filip V de Macedònia l'any 201 aC. Va tenir una part molt important a la batalla de Quios, on va aconsellar de lliurar-la i gràcies a la seva opinió va contribuir de manera decisiva a la victòria, tant per la seva habilitat com pel seu valor personal. Però al mig de la batalla es va avançar massa lluny de la resta de la flota, el seu vaixell va quedar rodejat per l'enemic, i va morir quasi tota la seva tripulació. Ell es va salvar però va quedar ferit, i va morir al cap de poc per aquesta causa. El rodis li van retre els més alts honors.